# 保留比賽
保留比賽為棒球術語或棒球規則之一，通常是指將因故未完的棒球比賽，保留其紀錄、分數，擇日再戰。通常該保留比賽結果，俟復賽後的比賽正式結束後，才核算。保留比賽的發生因素，一般來說都是天候影響，例如：比賽期間的大雨、大霧。
根據2021年修訂《中華民國棒球規則》7.02章 保留比賽、延期比賽及和局比賽 規定：

7.02 保留比賽、延期比賽、和局比賽

 Suspended, Postponed, and Tie Games 
(a) 主審依據下列任何一項理由，於未賽完九局前，宣布比賽停止時，則比賽得保留至日後再行補賽。
(1) 法定時限。
(2) 聯盟規定之時限。
(3) 照明設備故障、地主隊控制的球場設施或機械裝置（例如：活動屋頂、防水布、或其他排水設施）功能不正常、或非故意的操作失誤造成無法使用。
(4) 天色黑暗，但依法不得使用照明時。
(5) 因天候狀態，在成為正式比賽的某局中，主審宣告截止比賽，客隊上半局得分領先，主隊未能逆轉領先時。
(6) 達到正式比賽局數而其比賽為同分時。國家協會聯盟同時可以決定是否採用下列有關保留比賽之規定：(若採用 7.01(e)規定即不適用)
(7) 比賽未成為正式比賽(四局下半結束主隊領先時，或五局上半結束客隊領先或帄手時)。
(8) 若比賽在成為正式比賽前被宣告保留，另安排在另一場例行比賽前繼續進行時，可以僅進行七局的比賽。(參考 7.01(a)【例外】之規定)
(9) 若比賽在成為正式比賽後被宣告保留，另安排在另一場例行比賽前繼續進行時，必頇進行九局的比賽。
【例外】因本條(1)(2)(5)(6)截止比賽，必頇進行至本規則 7.01(c)所規定之正式比賽局數，否則不得宣布保留比賽。本條(3)(4)截止之比賽，在比賽開始後的任何時間皆得宣布保留比賽。
【原附註】天氣或類似之狀況與本項(1)~(5)連在一起而被宣告截止時，應優先考慮天候或類似之狀況決定規則 7.02(a)(9)~7.02(b)(4)是否成為保留比賽。
若比賽因氣候而暫停，隨後又因照明故障或因時間限制無法比賽時，比賽不應被宣告保留。
若比賽因照明故障而暫停，及天氣或場地條件限制無法恢復比賽時，比賽不應被宣告保留。
若比賽因本條指定之任何六項理由暫停時，僅可考慮成為保留比賽。
【7.02(a)原註】大聯盟已經決定規則 7.02(a)不適用於任何外卡比賽，分區系列，聯盟錦標賽系列或是任何大聯盟錦標賽季為打破帄手(Break a Tie)而增加的比賽。
(b) 恢復「保留比賽」，應依下列事項完成：
(1) 在相同球場應在兩隊排定賽程前，先行賽完「保留比賽」部分。
(2) 在相同球場僅餘「雙重賽」時，則應在「雙重賽」前先行賽完「保留比賽」部分。
(3) 若「保留比賽」為兩隊在該都市排定賽程最後的一場。
(A) 若移至對方球隊之都市比賽應在兩隊排定賽程前先行賽完「保留比賽」部分。
(B) 若兩隊賽程僅餘一場「雙重賽」，則應在「雙重賽」前先賽完「保留比賽」部分。
(4) 「保留比賽」若已進行至足以成為「正式比賽」但未能在兩隊排定之球季賽程最後一場之前賽完時，則該「保留比賽」應裁定為「截止比賽」，如下：
(A) 如果比賽已成為「正式比賽」而有一隊領先，則宣告領先的球隊獲勝。(除非在未賽完的局數時，客隊取得領先並且主隊無法再取得領先的情形下，則以前一個已完成的局之比數作成 7.02(b)(4)「比賽截止」的裁決；或規則 7.02(b)(4)~7.02(c)
(B) 假如雙方帄手，則應宣告「和局比賽」。(除非在未賽完的局數時，客隊得分成為帄分狀態，並且主隊未再取得領先的情形下，則以前一個已完成的局之比數作成 7.02(b)(4)「比賽截止」的裁決。成為「和局比賽」時，則重新安排新的賽程分勝負，除非聯盟理事長認為在不影響季賽冠軍的產生下，不再重新安排賽程。
(5) 假如聯盟主席認定任何「延期比賽」、「保留比賽」（尚未進行至足以成為「正式比賽」者）、或「和局比賽」若未在兩隊排定之球季賽程最後一場之前賽完，而會影響「外卡」或「分區冠軍賽」之季後賽（包括季後賽資格及或主場優勢），則該場比賽必頇（如為「保留」或「和局」，則繼續）賽至成為「正式比賽」為止。
【7.02(b)原註】 MLB 決定：本規則不適用於「外卡」、「分區冠軍賽」、「聯盟冠軍賽」、「世界大賽」、或任何為打破帄手僵局(Break a Tie)而舉行的「加賽」。
國家協會(National Association)決定：不可為了決定季後賽資格或主場優勢，而依規則 7.02(b)(5)重新安排賽程把「保留比賽」等賽事賽至成為「正式比賽」為止。
國家協會決定：假如要恢復「保留比賽」，而剩餘賽程已無單場比賽（亦即：只剩「雙重賽」），則於「保留比賽」完成後，僅舉行一場比賽。
(c) 恢復「保留比賽」，應自當時「暫停」截止比賽時的狀態，開始繼續比賽。兩隊打擊順序應與宣告「比賽截止」結束比賽時相同。預備球員得「保留比賽」後替換其他球員上場，替換下場的球員不得於「保留比賽」後，再上揚比賽。
【7.02(c)原註】假如在宣告「保留比賽」當下，投手尚未符合規則 5.10(g)所規定的「連續 3 名」之要件，則後來恢復比賽時，該投手可以（但非必頇）擔任該場比賽剩餘部分之首任投手。但，假如他擔任該場比賽剩餘部分之首任投手，則頇依規則 5.10(g)所述，至少投至符合「連續 3名」之規定。而假如他在恢復比賽時未擔任首任投手，則視為已被替換下場，該場比賽不能再上場。

保留比賽的裁決由棒球主審決定。而其附加條件為：
- 客隊於比賽前半局得分，形成與主隊同分，而前半局尚未結束時，而被主審宣告截止比賽時。
- 客隊於該前半局得分領先主隊，而主隊未能於下半局得分相同或超越客隊，而被主審宣告截止比賽時。

保留比賽的施行方法與時機，視其比賽單位的內規而有所迥異。例如美國職棒保留比賽要打完五局（未滿則不成立正式比賽，紀錄不算，擇日重賽），裁決時機較為寬鬆；而中華職棒遇至比賽因大雨中斷時，則通常在完成一局而未滿五局下保留出賽名單與已產生數據保留至補賽日，紀錄計算在補賽當日，若已完成超過五局則直接裁定以「比賽結束」替代保留比賽。
除此，美國職棒於裁定保留比賽同時，也會規定該比賽後續保留至下一次的兩隊對戰前先行實施，形成雙重賽。比方，2007年6月28日，美國職棒洋基與金鶯比賽中，8局前半客隊洋基以8比6領先，主審裁定該比賽因雨保留比賽。並裁定該比賽於2007年7月28日兩隊正規賽之前恢復舉行。而該保留比賽開始時，則呈現恢復比賽前的分數、投打紀錄與進壘狀況。

## 另見
- 提前結束比賽